# 1150 Achaia
1150 Achaia è un asteroide della fascia principale. Scoperto nel 1929, presenta un'orbita caratterizzata da un semiasse maggiore pari a 2,1908575 UA e da un'eccentricità di 0,2040153, inclinata di 2,38783° rispetto all'eclittica.
Il suo nome fa riferimento alla regione greca dell'Acaia.